# Енциклопедија фудбала
Енциклопедија фудбала (енгл. The Kingfisher Football Encyclopedia) је књига аутора и новинара Клајва Гифорда (енгл. Clive Giford) објављена 2006. године. Српско издање књиге објавила је издавачка кућа Алнари из Београда 2006. године у преводу Светлане Бабовић.

## О ауторима
Клајв Гифорд живи и ради у Манчестеру у Енглеској. Гифорд је награђивани аутор преко 180 књига за децу и одрасле. Путовао је у 70 земаља, основао и водио компанију за компјутерске игрице и учествовао у свим врстама спортова од падобранства и једриличарства до ултимативног фризбија. Књиге су му ушле у ужи избор за ТЕС Информациону књигу године и Британске књижевне награде, као и за награду Smithsonian, Children's Choice, NAPPA, Sainsburys и PBS awards.

## О књизи
Енциклопедија фудбала читаоца упознаје са самом суштином спорта који играју и посматрају милиони људи широм света. Приказане су основне вештине и правила игре, акције и профили легендарних играча, тренера и њихових тактика, успеси највећих спортских клубова и репрезентација, највећим светским лигама и такмичењима.
У првом поглављу аутор истражује успон фудбала упоређујући ране верзије игре, као што су пало, кемала и мафијашки фудбал, са данашњом глобалном индустријом око које се врти новац. У другом поглављу користи дигиталне илустрације да објасни кључна правила, карактеристике и вештине фудбала, док у трећем делу профилише преко 75 највећих играча фудбала. У четвртом поглављу приказује менаџере, тактике и формације, а пето поглавље слави више од 40 најбољих међународних и клупских екипа које су красиле овај спорт. Шесто поглавље испитује проблеме у игри и око ње - захтеве да би био професионални играч, навијачи и медији, плате и трансфери, као и мрачнију страну игре, као што су хулиганизам, намештање утакмица и трагедије на стадионима. Последње поглавље истражује велика такмичења. Књигу заокружују свеобухватна национална статистика, појмовник и индекс.
Енциклопедија фудбала у поглављу "Наш фудбал" нуди податке о нашим легендарним фудбалерима, нашем Фудбалском савезу, лигама, такмичењима као и додатак о националној селекцији и њеном учешћу на Светском првенству у Немачкој од 9. јуна до 9. јула 2006. године.
Свако поглавље је затворено драматичном фотографијом под називом "Пази сличица" која приказује тријумф или очај једног од кључних тренутака у светском фудбалу, међу којима су напад Реал Мадрида у финалу Европског првенства 1960. и промашај пенала Роберта Бађа у финалу Светског првенства 1994. године. 
Свако поглавље енциклопедије укључује и избор линкова ка веб-сајтовима, који пружају приступну тачку статистичким базама података играча, међународних резултате и клупске историје.